# Réserve écologique des Tourbières-de-Lanoraie

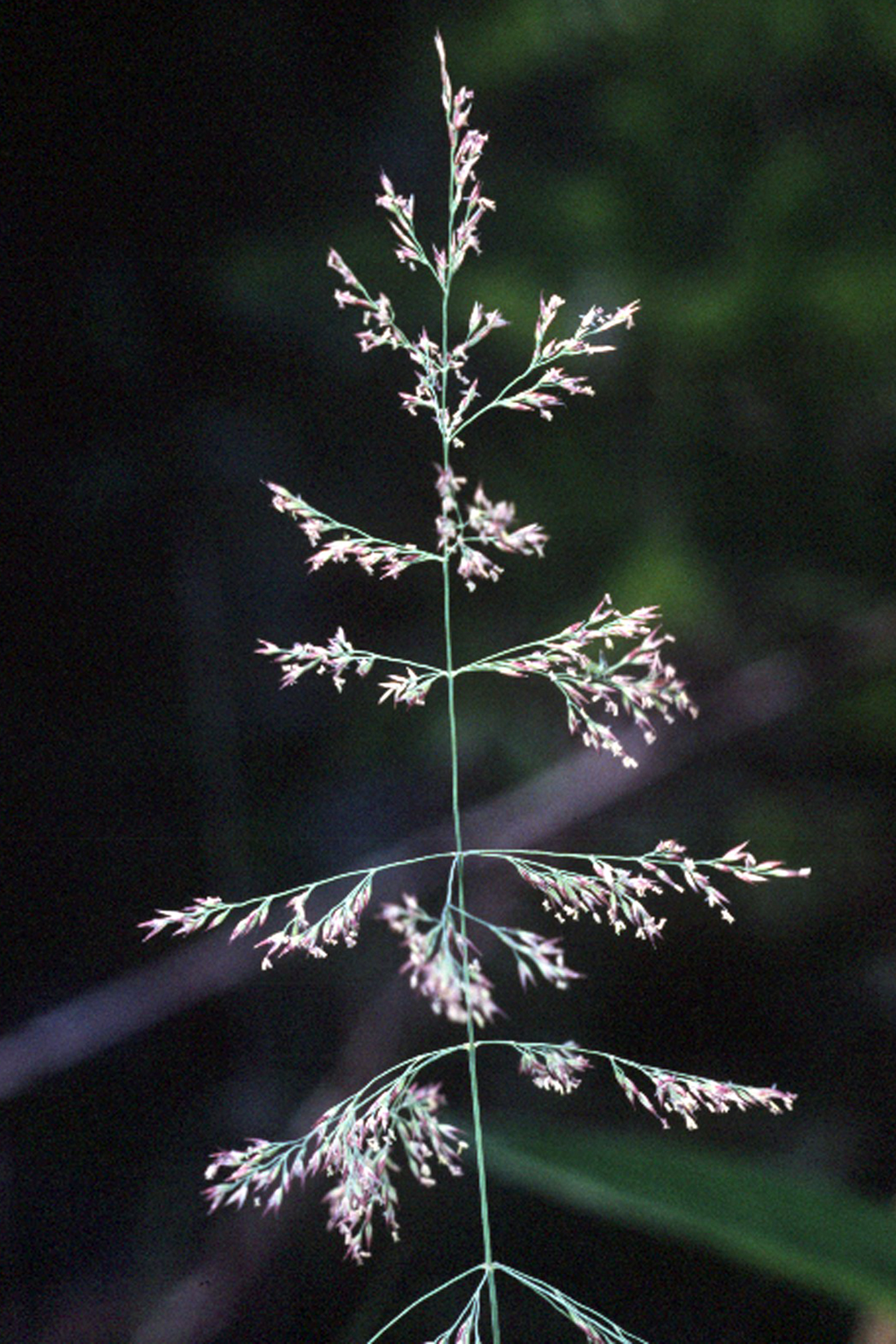
Calamagrostis canadensis, auch "Canada bluejoint" genannt

Die Réserve écologique des Tourbières-de-Lanoraie ist ein im Jahr 1994 eingerichtetes, 414,84 ha großes Schutzgebiet im Süden der kanadischen Provinz Québec, in der Grafschaftsgemeinde D’Autray in der Verwaltungsregion Lanaudière.

## Lage, Zugang
Es liegt 10 km südwestlich von Joliette, auf halbem Wege zwischen Saint-Thomas und Lanoraie und ist eines der wenigen Réserves écologiques, die für die Öffentlichkeit zugänglich sind. Es ist von Anfang Juni bis Mitte September über Holzstege begehbar. Im Rahmen eines Lehrprogramms unter Federführung der Société de Protection des Terres Humides können Besucher durch das Schutzgebiet geführt werden.

## Geologie, Flora und Fauna
Auf dem felsigen Grund der Utica-Gruppe (Utica Shale) aus dem mittleren Ordovizium liegt Lehm-Schiefer, den das Champlainmeer hinterließ, und der nur geringfügige Wassermengen durchlässt. Die Moore bestehen aus fens und bogs, also mineralreichen und mineralarmen Böden.
Das Schutzgebiet des Moores von Lanorais repräsentiert vor allem die Flora und Fauna, die für die Moore der Region kennzeichnend ist. In den nährstoffreicheren Fens gedeiht die Zwerg-Birke ebenso wie Carex oligosperma aus der Gattung der Seggen, Ilex mucronata, im anglophonen Raum als Mountain Holly oder Catberry bekannt, der mélézin à aulne rugueux oder tamarack-speckled alder (Alnus incana [L.] Moench.), die pessière noire à némopanthe mucroné oder black spruce-mountain holly, also Schwarzfichten in Verbindung mit der mélézin à kalmia à feuilles étroites oder tamarack-sheep laurel, die bétulaie grise à érable rouge oder grey birch-red maple, dann aulnaie rugueuse à saules oder speckled alder with willows und Typha latifolia. In den nährstoffärmeren Bogs kommen eher Heidekrautgewächse (Ericaceae) vor.
Die Fauna ist einerseits von Säugetieren, wie Elch und Weißwedelhirsch, Biber und Bisamratte, Schneeschuhhase, geprägt, aber auch von 140 Vogelarten, von denen 90 ortsfest sind. Darunter finden sich Rotschulterbussard, Rötelgrundammer und Pampazaunkönig geprägt. Hinzu kommen zwei Fischarten, nämlich der Amerikanische Hundsfisch und der Nordamerikanische Bachstichling (Culaea inconstans). Ansonsten sind die Tier- und Pflanzenarten bisher wenig dokumentiert.